# ワールドゲームズ1985
ワールドゲームズ1985は、イギリスのロンドンで1985年7月25日から同年8月4日まで開催された第2回ワールドゲームズである。2020年現在、近代オリンピック開催経験のある都市で開かれた唯一の大会である。この大会に合わせ、日本では公式競技の国内競技連盟を中心にして日本ワールドゲームズ委員会（後の日本ワールドゲームズ協会）が設立された。

## 実施競技

### 公式競技
- ボディビルディング
- ボウリング
- キャスティング
- アーチェリー
  - フィールドアーチェリー
- フィンスイミング
- ファウストボール
- 空手道
- コーフボール
- ライフセービング
- ネットボール
- パワーリフティング
- ラケットボール
- ローラースポーツ
  - アーティスティック
  - ローラーホッケー
  - スピード（クワッドスケート）
- ソフトボール
- サンボ
- ブールスポーツ
  - ペタンク
- テコンドー
- 綱引き
  - 男子
- 体操
  - タンブリング
  - トランポリン
- 水上スキー

### 公開競技
- オートバイ競技